# Alexander Gómez
Pour les articles homonymes, voir Gómez.
Alexander Gómez, né le 21 septembre 1990, est un coureur cycliste vénézuélien. Surnommé "El Buitro" (Le Vautour), il a notamment remporté une étape du Tour du Venezuela en 2014.

## Palmarès sur route

### Par année
- 2014
  - Clásico Ciudad de Anaco
  - 5e étape du Tour du Venezuela
- 2015
  - 4e étape du Tour de Paria
  - Tour de Margarita :
    - Classement général
    - 1re étape
- 2017
  - Homenaje a las Madres del País
  - Clásico Invitacional Playa Grande

### Classements mondiaux
| Année            | 2014 | 2015 |
| ---------------- | ---- | ---- |
| UCI America Tour | 285e | 264e |

## Palmarès sur piste

### Championnats du Venezuela
- Carabobo 2016
  -  Médaillé de bronze de la poursuite par équipes (avec Maiki Chávez, José Piñeiro et Romer Medina)[3]